# AiRIの2h
「A&G ARTIST ZONE AiRIの2h」（あいりのにえっち）は、2012年1月5日から2015年4月2日にかけて文化放送超!A&G+で放送された生放送番組である。パーソナリティはAiRI、アシスタントは入江玲於奈。

## 番組概要

### パーソナリティ
パーソナリティ
AiRI
アシスタント
入江玲於奈

### 放送時間
2012年1月5日 -
木曜日 19:00 - 21:00（リピート放送：金曜日13:00 - 15：00）

## コーナー
飲んで歌える店 スナックAiRI
AiRIがスナックのママに扮して、リスナーから寄せられた悩み相談に応える。
お取り寄せのコーナー
リスナーから寄せられた、お取り寄せグルメを実際に取り寄せて試食する。
候補の中からAIRI・入江のお取り寄せ希望品が合えば番組予算内、希望が合わなければ自腹で購入・取り寄せる。
AiRIさんのウワサイトドットコム
リスナーから寄せられた、AiRIの噂ネタを紹介する。
学校の思い出補完計画
リスナーから寄せられた、学校生活の思い出を紹介する。

### 過去のコーナー
セリプロ
本気で聴いて
2hアカデミー
私をドキドキさせて!
私をイライラさせて
AiRIのめちゃんこcolorful mode
『織田かおりのもっとcolorful mode』の体裁を模して、AiRIの最新リリース情報を伝える。

## 単発出演者

### 代理アシスタント
- 第54回（2013年01月10日） - 西山宏太朗（火曜・水曜アシスタント）[3]

### ゲスト
- 第08回（2012年02月23日） - 宮崎京一[4][5][6]
- 第10回（2012年03月08日） - 緒方恵美[7][8][9]
- 第12回（2012年03月22日） - bamboo（milktub）[10][11][12]
- 第28回（2012年07月12日） - yozuca*[13][14][15][16]
- 第29回（2012年07月19日） - はらけん（Rey）[17][18][19]
- 第34回（2012年08月23日） - 宮崎京一[20][21][22]
- 第53回（2013年01月03日） - bamboo（milktub）、宮崎京一、モーリー[23][24]

## 歴代アシスタント
- 増田俊樹
- 田中太郎
- 三輪隆博